# A Criança e a Vida Familiar no Antigo Regime
L'enfant et la vie familiale sous l'ancien régime (em Portugal: A Criança e a Vida Familiar no Antigo Regime (1988); no Brasil, a tradução foi baseada em uma versão francesa de 1973 que é abreviada da versão original: História Social da Criança e da Família (1ª ed. 1978) é um livro de 1960 sobre a história da infância do historiador francês Philippe Ariès. É considerado o livro mais famoso sobre o assunto e conhecido por seu argumento de que o conceito de "infância" seria um desenvolvimento moderno.

## Sinopse
O livro argumenta que a infância como uma ideia mudou ao longo do tempo. Abrange os conceitos de infância, relações adulto-criança e experiência infantil através de culturas e períodos de tempo. Suas fontes mais conhecidas são pinturas medievais que mostram crianças como pequenos adultos. Ariès argumenta que a infância não era entendida como uma fase separada da vida até o século XV e que as crianças eram vistas como pequenos adultos que compartilhavam as mesmas tradições, jogos e roupas.

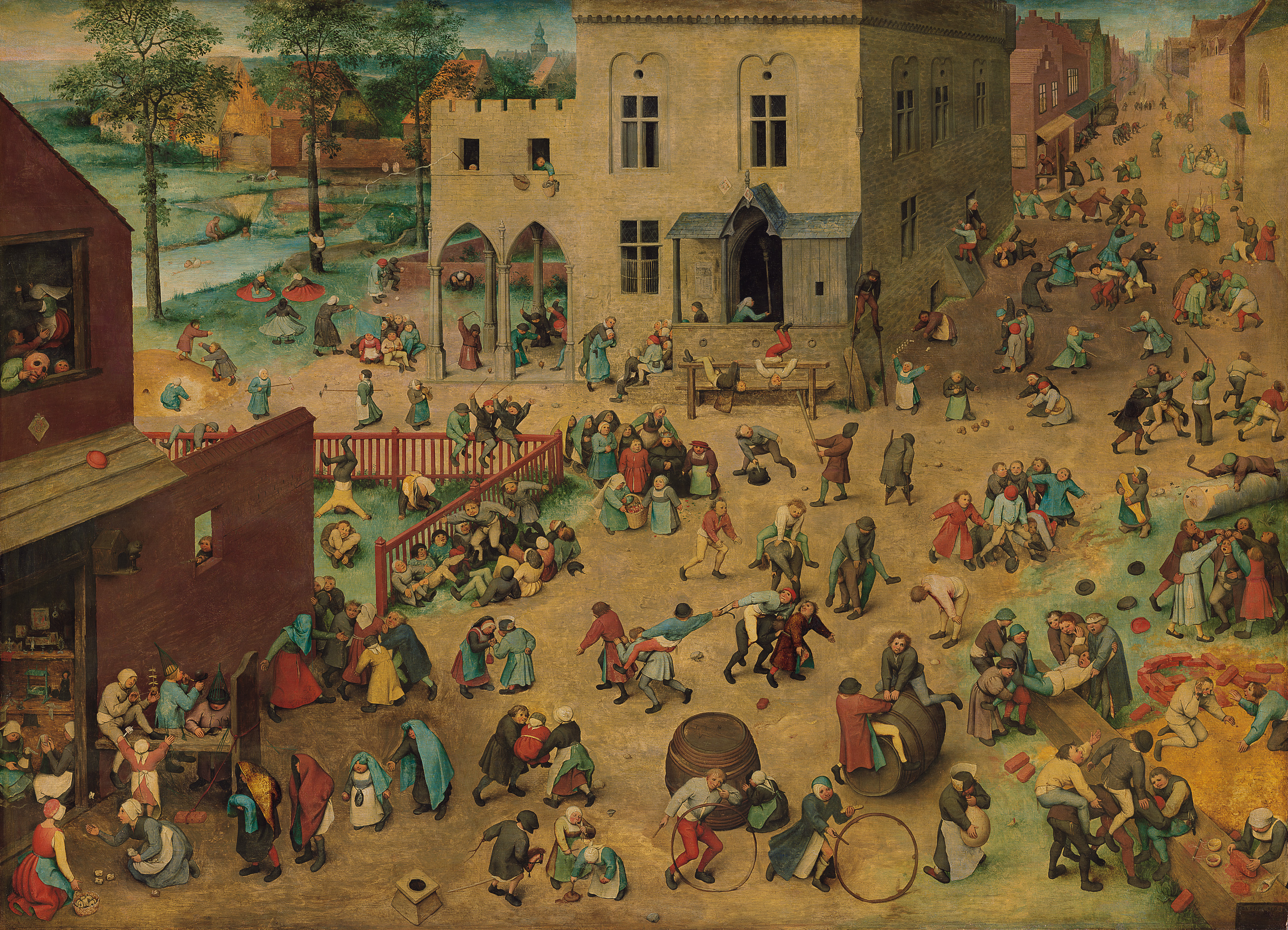
Jogos Infantis, Bruegel, 1560

Suas conclusões mais famosas eram de que a "infância" é uma ideia recente, e que a paternidade na Idade Média era em grande parte distante. Ariès argumenta o seguinte: vínculos de amor de família nuclear e preocupação não existiam na época, e as crianças morriam com muita frequência para se tornarem emocionalmente ligadas. As crianças não eram tratadas como delicadas ou protegidas da sexualidade. Eles passavam tempo com adultos fora das estruturas familiares e nem sempre eram segregadas nas estruturas escolares e familiares. Muitas vezes, elas seriam adotadas por outros como empregados domésticos.
Apesar da fama do livro por sua tese, A Criança e a Vida Familiar no Antigo Regime se concentra mais nos primórdios da escolarização sistematizada e no declínio de uma sociabilidade pública comum. Esse enfoque estende-se da maior crítica do autor à vida moderna e de sua cisão de elementos sociais que ele via como outrora unidos: "amizade, religião, [e] profissão". Dessa forma, Ariès não acreditava que as famílias modernas substituíssem adequadamente o papel da comunidade pública comum.

## Legado
Escrevendo para The American Historical Review em 1998, Hugh Cunningham afirma que a influência do livro "permanece profunda" depois de quarenta anos, especialmente no que diz respeito à infância medieval. Ele acrescentou que Ariès conseguiu persuadir seus leitores de que a experiência da infância e seu tratamento como uma etapa da vida evoluíram ao longo do tempo e do lugar. O livro deu início ao estudo da história da infância, o que levou a monografias sobre histórias de aspectos individuais da infância. Uma tradução enganosa do francês sentiment ("sentimento") em "ideia" tornou-se uma das linhas mais conhecidas da tradução, "Na sociedade medieval a ideia de infância não existia", e levou a uma "mini-indústria" de estudiosos medievais refutando esta falsa tese.

"Não é demais enfatizar que não há nada a ser dito sobre a visão de Aries sobre a infância na Idade Média... As visões de Aries estavam erradas: não apenas em detalhes, mas em substância. É hora de pô-las para descansar."

Nicholas Orme, Medieval Children
A visão popular da tese de Ariès foi desmantelada nas décadas seguintes. Stephen Metcalf, da Slate, descreve uma sistema doméstico "anti-arièsista", cujos praticantes mais notáveis incluem os historiadores Steven Ozment e Nicholas Orme. Orme escreveu Medieval Children, um livro dedicado a refutar a tese de Ariès, o que os críticos concordam que o realizou. Orme concluiu que "as crianças medievais éramos nós mesmos, quinhentos ou mil anos atrás" e que seus pais genuinamente estimavam e sofriam por seus filhos, semelhantes aos pais modernos. Apesar dessas décadas de refutação, a tese de Ariès persiste em não acadêmicos, que associam crianças medievais a "adultos em miniatura".
O livro teve considerável influência acadêmica e iniciou uma tendência nas humanidades em que as ideias estudadas são vistas como causadas pela cultura e não pela natureza, biologia ou pessoa. Metcalf descreveu A Criança e a Vida Familiar no Antigo Regime como um livro "que, virtualmente em contato, incendeia a mente" por sua imaginação, especialmente conforme escrito em 1960, época de expansão da infância. Metcalf afirmou que o método das causas culturais de Ariès influenciou o pensamento de Michel Foucault, que desde então tocou a maioria das disciplinas acadêmicas.